# 1653 год в России
Царствование: 1645—1676 — Алексея Михайловича

## События
- 1651—1653 — закончился русско-персидский конфликт. Вооружённый конфликт на Северном Кавказе, связанный с планами Сефевидов укрепить свои позиции в этом регионе и вытеснить Россию[1].
- Январь — русское посольство боярина Бориса Репнина отправилось в Речь Посполитую, чтобы потребовать чтить Зборовский мир (1649), но встретит отказ[2].
  - Март — генеральный писарь И.Е. Выговский, через русских послов Я. Лихарева и подьячего И. Фомина переслал в Москву, в Посольский приказ, подлинник грамоты турецкого султана Мехмеда IV, адресованное Богдану Хмельницкому[3].
  - 24 апреля (4 мая) — царское правительство, для предотвращения перехода контролируемой Войском запорожским территории в состав Османской империи, что непосредственно угрожало безопасности Русского государства,  предприняло ещё одну попытку примирить восставших казаков и правительство Речи Посполитой, для чего вновь отправило туда посольство во главе с Б.А. Репниным[3].
  - 25 мая (4 июня) и октябрь — Земский собор в Москве вновь рассмотрел возможность удовлетворить просьбу Хмельницкого, но Алексей Михайлович просил Собор отложить решение до завершения русско-польских переговоров посольством Репнина[3].
  - Лето — Матвеев Артамон Сергеевич направлен во главе посольства к гетману Б.М. Хмельницкому, который подтвердил желание Украины войти в состав Русского государства[4].
  - 3 (13) июня — Богдан Хмельницкий сообщает С. Яцыну и Д. Литвинову, посланный к гетману воеводой Путивля Ф.А. Хилковым, о том, что если Алексей Михайлович не предоставит Запорожскому войску русского подданства, оно "по греху.... и по неволе" примет турецкое подданство[3].
  - Начало лета — в Москве узнают, что к Богдану Хмельницкому прибыло турецкое посольство[3].
  - 22 июня (2 июля) — Богдану Хмельницкому спешно послана царская грамота извещавшая гетмана о том, что царь "изволил" принять Запорожское войско "под свою руку"[3].
  - Конец июля — начало августа — польский король Ян II Казимир отклонил русское предложение заключить мир с восставшими казаками[5].
  - Август — к царю за помощью обращается Богдан Хмельницкий с просьбой согласия на включение подконтрольных Запорожскому войску воеводств Речи Посполитой в состав Русского государства[2][5].
  - 25 сентября (5 октября) — посольство Б.А. Репнина возвращается в Москву[3].
  - 1 (11) октября — Земский собор принял решение включить Украину в состав России в ответ на просьбу Б. Хмельницкого от Войска Запорожского[2][3].
  - 1 (11) октября — последовал царский указ о принятии в русское подданство Запорожского войска "с городами их и с землями" и об объявлении войны Речи Посполитой. К Хмельницкому направлено посольство во главе с бояриным В.В. Бутурлиным для принятия присяги на верность русскому царю[3].
  - 23 октября — объявление войны Речи Посполитой[2].
- Церковным собором одобрена реформа, представленная патриархом Никоном (православный церковный раскол)[2].
  - Февраль — Никон, несмотря на несогласие Церковного собора, приказывает издать новую редакцию Псалтыри (без статей о двуперстии и поклонах). Последователи русской традиции направляют царю жалобу[6].
  - Издание патриархом Никоном «Номоканона»[6].
  - Весна — при поддержке царя Никон начинает проводить богослужебные реформы, заключавшиеся в унификации русских и греческих церковных обрядов: были отредактированы тексты Священного писания и богослужебных книг, в крестном знамении двоеперстие заменено троеперстием, установлено направление движения при крестных ходах "противу солонь" (против солнца), изменены число просфор на проскомидии и начертание печати на просфорах, во время богослужений возглас "аллилуйя" стал звучать трижды (вместо "сугобой аллилуйи") и др[7].
  - Сентябрь — противник никоновской реформы протопоп Аввакум (1620—1682) арестован и сослан в Сибирь[6].
  - По указу патриарха Никона в Успенском соборе был устроен 5-ярусный иконостас, включающий 69 икон[8].
  - 1652—1656 — строительства в Московском Кремле нового Патриаршего дворца[2][7].
  - Никон основал Иверский монастырь на Валдае[7].
  - Никон открывает Печатный двор, где были изданы новые богослужебные книги и сборники, утверждавшие реформы Никона. Издана "Кормчая книга"[7].
  - Открыта греко—латинская школа иеромонаха Арсения Грека[7].
- Отрядом казаков ненадолго занят Рославль[9].
- Второй поход Ерофея Павловича Хабарова нам р. Амур (1650-1653)[10]:
  - Зима 1652/1653 — Хабаров проводит в земле гиляков[10].
  - Весна — экспедиция Хабарова обосновалась на р. Зея, откуда высылались отряды вверх и вниз по Амуру для сбора ясака[10].
  - Хабаров вступил в конфликт с присланным из Москвы московским дворянином Зиновьевым Дмитрием Ивановичем, который фактически арестовал Ерофея Павловича и отправился с ним в Москву, где после разбирательства в 1655 году он был оправдан[10].
- Экспедиция Семёна Дежнёва[11].
- Создано одно из первых учебных заведений (по утверждению историка П. Н. Сенько первая) – школа Чудова монастыря.[12]
- Издана «Уставная таможенная грамота», узаконившая на всей территории единую рублёвую пошлину[2].
- Принят Торговый устав[13].
- Пожалование Думным дворянином: Лихачёв Фёдор Фёдорович, Янов Василий Фёдорович[14].
- Пожалованы окольничеством: Долгоруков Фёдор Фёдорович, Долгоруков Пётр Алексеевич[14].
- Пожалованы боярством: Хворостинин Фёдор Юрьевич (ум. 1656), Шереметев Василий Борисович[14].
- Местничество: 
  - Врасский Григорий Борисович и Пашков Кондратий Фёдорович[15].
  - 31 марта — царский указ "О взыскании денежного штрафа за несправедливое местничество"[16].
- Милославский Иван Богданович попал в опалу и лишён дворцовых чинов (см. 1656 год)[17].

## Города и поселения
- Основан Читинский острог[2].
- Небольшим отрядом казаков во главе с пятидесятником М.С. Уразоавым основан Шилкский острожек (сов. г. Нерчинск)[18][2].

## Руководители приказов
| Года      | Приказ                    | Ф,И,О главы                     | Примечания             |
| --------- | ------------------------- | ------------------------------- | ---------------------- |
| 1653—1654 | Большого дворца           | Хитрово Богдан Матвеевич        |                        |
| 1651—1655 | Земский приказ            | Хитрово Богдан Матвеевич        |                        |
| 1652—1653 | Ствольный приказ          | Хитрово Богдан Матвеевич        | Второй раз в 1658-1666 |
| 1652—1664 | Новой четверти            | Хитрово Богдан Матвеевич        |                        |
| 1648-1654 | Царская мастерская палата | Ртищев Фёдор Михайлович Большой |                        |
| 1648-1665 | Стрелецкий приказ         | Милославский Илья Данилович     | Боярин                 |
| 1648-1666 | Большой казны             | Милославский Илья Данилович     | Боярин                 |
| 1649-1666 | Иноземский приказ         | Милославский Илья Данилович     | Боярин                 |
| 1649-1667 | Аптекарский приказ        | Милославский Илья Данилович     | Боярин                 |
| 1650-1658 | Рейтарский приказ         | Милославский Илья Данилович     | Боярин                 |
| 1652-1656 | Казённый приказ           | Милославский Илья Данилович     | Боярин                 |
| 1653-1667 | Посольский приказ         | Иванов Алмаз Иванович           |                        |
| 1648-1654 | Сыскной приказ            | Долгоруков Юрий Алексеевич      | Боярин                 |
| 1650-1654 | Пушкарский приказ         | Долгоруков Юрий Алексеевич      | Боярин                 |
| 1630-1661 | Разрядный приказ          | Гавренёв Иван Афанасьевич       | Думный дворянин        |
| 1650-1653 | Владимирский судный       | Шереметев Василий Петрович      | Боярин                 |

## Воеводы[26]
Города по алфавиту
| Года           | Город     | Ф,И,О воеводы                 | Примечания              |
| -------------- | --------- | ----------------------------- | ----------------------- |
| 10 января 1653 | Алатырь   | Рчинов Артемий Михайлович     |                         |
| 1652-1653      | Алешня    | Коптев Даниил                 |                         |
| Июль 1653-1654 | Алешня    | Поливанов Андрей              |                         |
| 1651-1653      | Арзамас   | Опухтин Аверкий Сидорович     |                         |
| 1652-1655      | Астрахань | Пронский Иван Петрович        | Боярин                  |
| 1651-1653      | Атемар    | Леонтьев Фёдор Иванович       | Стольник                |
| 1652-1656      | Берёзов   | Малого Сергей Андроньевич     | В другом акте Андронник |
| 1653           | Болхов    | Сатин Тимофей                 |                         |
| 1652-1654      | Брянск    | Долгоруков Григорий Данилович | Стольник                |
| 1651-1653      | Бежецк    | Ловчиков Богдан Иванович      |                         |
| 1652-1653      | Белгород  | Бутурлин Емельян Иванович     |                         |

## Родились
- Викулин, Даниил (1653 , Новгород Великий — 1733, Выг) — один из основателей Выгорецкой киновии, духовный писатель, соавтор старообрядческих «Поморских ответов» (1723).

## Скончались
- Лихачёв, Фёдор Фёдорович (? — 1653) — подьячий, думный дьяк, печатник и думный дворянин.
- Львов, Алексей Михайлович (1580-е — 8 февраля 1653) — государственный деятель и дипломат.
- Серапион — епископ Русской церкви, архиепископ Суздальский и Тарусский.
- Серапион (Сысоев) (ум. 2 [12] мая 1653) — епископ Русской православной церкви, митрополит Крутицкий.

## Примечание
1. ↑  Зевакин Е. С. Конфликт России с Персией в середине XVII столетия // Азербайджан в начале XVIII века. Баку, 1929.
2. 1 2 3 4 5 6 7 8 9  Дайнес В. О. История России и мирового сообщества. — Москва: ОЛМА Медиа Групп, 2004. — С. 68. — 829 с. — ISBN 5224040647. Архивировано 24 декабря 2014 года.
3. 1 2 3 4 5 6 7 8 9  Переяславская Рада 1654//Большая российская энциклопедия: [в 35 т.]/гл. ред. Ю. С. Осипов. — М, : Большая российская энциклопедия 2004—2017.
4. ↑  Матвеев Артамон Сергеевич.//Большая российская энциклопедия: [в 35 т.]/гл. ред. Ю. С. Осипов. — М, : Большая российская энциклопедия 2004—2017.
5. 1 2  Хмельницкий Богдан Михайлович//Большая российская энциклопедия: [в 35 т.]/гл. ред. Ю. С. Осипов. — М, : Большая российская энциклопедия 2004—2017.
6. 1 2 3  Хронология российской истории: Энциклопедический справочник = Les grandes dates de la Russie et de l'URSS. — Москва: Международные отношения, 1994. — С. 66. — 304 с. — ISBN 5-7133-0736-0.
7. 1 2 3 4 5  Никон.//Большая российская энциклопедия: [в 35 т.]/гл. ред. Ю. С. Осипов. — М, : Большая российская энциклопедия 2004—2017.
8. ↑  Большая российская энциклопедия 2004-2017 гг.// Успенский собор.
9. ↑  Рославль.//Большая российская энциклопедия: [в 35 т.]/гл. ред. Ю. С. Осипов. — М, : Большая российская энциклопедия 2004—2017.
10. 1 2 3 4  Хабаров Е.П.//Большая российская энциклопедия: [в 35 т.]/гл. ред. Ю. С. Осипов. — М, : Большая российская энциклопедия 2004—2017.
11. ↑  Дежнёв Семён Иванович.//Большая российская энциклопедия: [в 35 т.]/гл. ред. Ю. С. Осипов. — М, : Большая российская энциклопедия 2004—2017.
12. ↑  П. Н. Сенько. Введение // Русские церковные деятели – члены Академии Наук: ист.-биогр. иссл.: в 3 ч. / отв. за вып. Д. Э. Бабурин, Е. А. Балакишеева. — СПб.: Ланс, 1995. — С. 11. — 288 с. — 1000 экз. — ISBN 5-86379-021-0.
13. ↑  Алексей Михайлович.//Большая российская энциклопедия: [в 35 т.]/гл. ред. Ю. С. Осипов. — М, : Большая российская энциклопедия 2004—2017.
14. 1 2 3  Берх В. Н. Систематические списки боярам, окольничим и думным дворянам. СПб. 1833. Тип. Х. Гинце. 31. С.
15. ↑  Эскин Ю.М. Очерки истории местничества в России XVI-XVII веков. РГАДА. - М. Изд. Квадрига. 2009. Перечень. С. 405-424.  ISBN 978-5-904162-06-1.
16. ↑  Валуев Д. А. Исследование о местничестве. Тип. Августа Семёна. М. 1845. С. 8.
17. ↑  Милославский Иван Богданович.//Большая российская энциклопедия: [в 35 т.]/гл. ред. Ю. С. Осипов. — М, : Большая российская энциклопедия 2004—2017.
18. ↑  Нерчинск.//Большая российская энциклопедия: [в 35 т.]/гл. ред. Ю. С. Осипов. — М, : Большая российская энциклопедия 2004—2017.
19. ↑  Хитрово Богдан Матвеевич.//Большая российская энциклопедия: [в 35 т.]/гл. ред. Ю. С. Осипов. — М, : Большая российская энциклопедия 2004—2017.
20. ↑  Ртищев Фёдор Михайлович Большой.//Большая российская энциклопедия: [в 35 т.]/гл. ред. Ю. С. Осипов. — М, : Большая российская энциклопедия 2004—2017.
21. ↑  Милославский Илья Данилович.//Большая российская энциклопедия: [в 35 т.]/гл. ред. Ю. С. Осипов. — М, : Большая российская энциклопедия 2004—2017.
22. ↑  Иванов Алмаз Иванович.//Большая российская энциклопедия: [в 35 т.]/гл. ред. Ю. С. Осипов. — М, : Большая российская энциклопедия 2004—2017.
23. ↑  Долгоруков Юрий Алексеевич.//Большая российская энциклопедия: [в 35 т.]/гл. ред. Ю. С. Осипов. — М, : Большая российская энциклопедия 2004—2017.
24. ↑  Гавренёв Иван Афанасьевич.//Большая российская энциклопедия: [в 35 т.]/гл. ред. Ю. С. Осипов. — М, : Большая российская энциклопедия 2004—2017.
25. ↑  Шереметьевы.//Большая российская энциклопедия: [в 35 т.]/гл. ред. Ю. С. Осипов. — М, : Большая российская энциклопедия 2004—2017.
26. ↑  Барсуков А. П. Списки городовых воевод и других лиц воеводского управления Московского государства XVII столетия по напечатанным правительственным актам.  СПб. Тип М.М. Стасюлевича. 1902. Выборка. С. 1-288.  ISBN 978-5-4241-6209-1.